# Brittnau
Brittnau es una comuna suiza del cantón de Argovia, ubicada en el distrito de Zofingen. Limita al norte con la comuna de Strengelbach, al noreste con Zofingen, al este con Wikon (LU), al sur con Reiden (LU), al sureste con Pfaffnau (LU), al oeste con Murgenthal, y al noroeste con Vordemwald.

## Artistas destacados
- Coreign, banda de hard rock progresivo de gran actividad discográfica.